# Células Jurkat

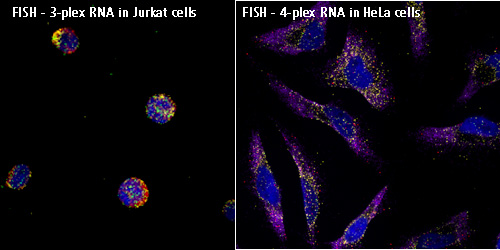
Ensaio multiplex de ViewRNA FISH em células Jurkat e HeLa.

As células Jurkat correspondem a uma linhagem de linfócitos T derivada da leucemia/linfoma de células T do adulto (ATLL), utilizadas para estudos in vitro diversos.
São capazes de produzir interleucina-2.

## Ligações Externas
- Entrada do Cellosaurus para Jurkat